# Ruth Gipps

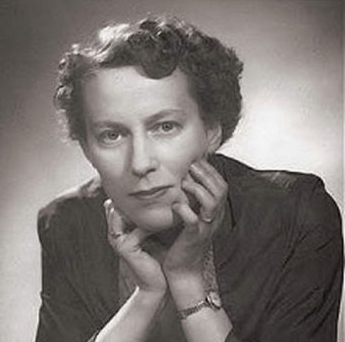
Ruth Gipps

Ruth Dorothy Louisa Gipps MBE (* 20. Februar 1921 in Bexhill-on-Sea, East Sussex; † 23. Februar 1999 in Eastbourne, ebenda) war eine englische Pianistin, Oboistin, Dirigentin, Pädagogin und Komponistin.

## Leben
Die Tochter eines britischen Geigers und einer Schweizer Klavierlehrerin galt als Wunderkind. Mit vier Jahren trat sie als Nachwuchspianistin in der Londoner Grotrian Hall auf. Ihr erstes Stück, das publiziert wurde, komponierte sie mit acht Jahren. Mit 15 bestand sie die Zulassungsprüfung für das Royal College of Music in London, an dem sie im Januar 1937 aufgenommen wurde. Dort studierte sie Komposition bei Reginald Owen Morris, Gordon Jacob und Ralph Vaughan Williams, Oboe bei Léon Goossens sowie Klavier bei Arthur Alexander und später bei Tobias Matthay. An der University of Durham setzte sie ihr Studium fort und schloss es 1941 ab. Der kompositorische Durchbruch gelang ihr 1942 mit dem Orchesterpoem Knight in Armour unter Sir Henry Wood bei der Last Night of the Proms und schließlich 1946 mit der 2. Sinfonie op. 30.
Zusätzlich zu ihrer Karriere als Komponistin war sie ständig als Instrumentalsolistin tätig – als Pianistin, Oboistin und Englischhorn-Solistin. 1944 wurde sie Oboistin im Birmingham Symphony Orchestra. In der von Männern dominierten Musikszene stieß sie immer wieder auf Vorbehalte, wobei sie von Zeitgenossen durchaus als durchsetzungsfähige, streitbare Musikerin beschrieben wurde. Zudem lehnte sie als Komponistin Atonalität, Zwölftonmusik und Serialismus offen ab und geriet mit dieser Haltung zunehmend in Konflikt mit der seinerzeit tonangebenden Nachkriegsmoderne. Im Februar 1948, mit knapp 27 Jahren, schloss sie ihre Dissertation an der Durham University ab, wurde im selben Jahr Dirigentin des City of Birmingham Choir und landete 1949 mit der Uraufführung ihres Klavierkonzerts op. 34 einen weiteren Publikumserfolg.
Aufgrund von Problemen mit dem Handgelenk beendete sie 1954 ihre solistische Karriere und betätigte sich seitdem ausschließlich als Komponistin und Dirigentin. Doch eine Stelle als Leiterin eines großen Orchesters blieb ihr verwehrt. Dirigieren, schrieb sie später in ihrer Autobiographie, schien damals für Frauen noch „undenkbar“, galt als „beinahe unanständig“. So gründete sie 1955 ihr eigenes London Repertoire Orchestra für junge Musiker und 1961 das Chanticleer Orchestra, ein Profi-Ensemble, das regelmäßig Werke von Zeitgenossen aufführte und Debüts von Solisten wie Iona Brown und Julian Lloyd Webber ermöglichte. Zudem lehrte sie in London – als Professorin von 1959 bis 1966 am Trinity College of Music und von 1967 bis 1977 am Royal College of Music, später als Dozentin 1979 am Kingston Polytechnic.
Sie schrieb fünf Sinfonien, die sie als ihr Hauptwerk betrachtete, weitere Orchesterwerke, Konzerte, Kammer-, Chor-, Klaviermusik und Lieder. Vor allem ihre Sinfonien zeigen Einflüsse von Ralph Vaughan Williams, Arnold Bax, Edward Elgar und Gustav Holst, stilistisch steht sie mit weit ausholenden Melodien in der Tradition der britischen Spät- und Nachromantik.

## Werke (Auswahl)
- The Fairy Shoemaker (erste veröffentlichte Komposition, 1929)
- Mazeppa's Ride op. 1 für Frauenchor und Orchester (1937)
- Variations on Byrd's "Non Nobis" op. 7 für kleines Orchester (1939)
- Knight in Armour op. 8 für Orchester (1940)
- Sea Nymph op. 14, Ballettmusik für kleines Orchester (1941)
- Jane Grey Fantasy op. 15 für Bratsche und Streicherensemble (1941)
- Quintett op. 16 für Oboe, Klarinette und Streichtrio (1941)
- Brocade op. 17 für Klavierquartett (1941)
- Rhapsody op. 18 für Sopran ohne Worte und kleines Orchester (1941)
- Oboenkonzert op. 20 (1941)
- 1. Sinfonie in f-Moll op. 22 (1942)
- Violinkonzert op. 24 (1943)
- Death on the Pale Horse op. 25 für Orchester (1943)
- 2. Sinfonie op. 30 (1945)
- The Cat op. 32, Kantate für Alt, Bariton, Chor und Orchester (1947)
- Klavierkonzert op. 34 (1948)
- Goblin Market op. 40, Ton-Poem für zwei Soprane, Chor, Streicher oder Klavier (1953)
- Konzert für Violine, Viola and kleines Orchester op. 49 (1957)
- 3. Sinfonie op. 57 (1965)
- Hornkonzert op. 58 (1968)
- 4. Sinfonie op. 61 (1972)
- 5. Sinfonie op. 64 (1982)
- Ambarvalia op. 70 für kleines Orchester (1988)
- Sinfonietta op. 73 für zehn Bläser und Tamtam (1989)
- Cool Running Water op. 77 für Bassflöte und Klavier (1991)